# Carl Theodor Wagner (Uhrmacher)

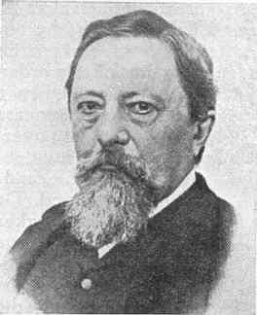
Carl Theodor Wagner

Das Haus mit Gerüst ist die ehemalige Uhrenfabrik, Mühlgasse 6 (bis 1915), Blick nach Südosten

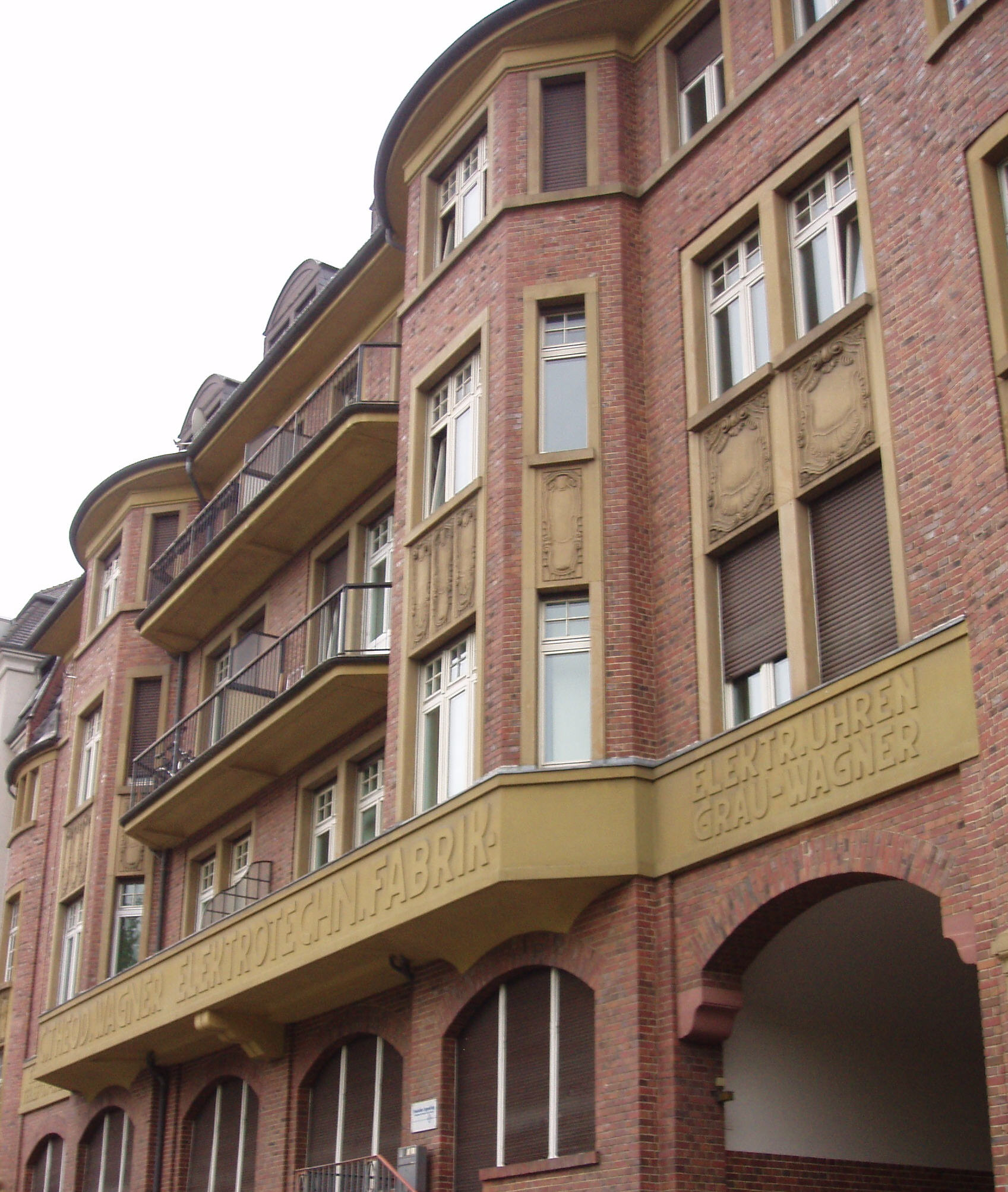
Fassadendetail des Fabrikgebäudes an der Schiersteiner Straße

Carl Theodor Wagner (* 20. Mai 1826 in Usingen; † 28. März 1907 in Wiesbaden) war ein deutscher Uhrmachermeister und Unternehmer.

## Leben
Carl Theodor Wagner absolvierte eine Uhrmacherlehre in seiner Geburtsstadt, arbeitete als Geselle in Frankfurt am Main und Mannheim und lernte bei Heinrich Meidinger in Heidelberg die Prinzipien des Elektromagnetismus kennen. Er eröffnete 1852 eine Werkstatt in Usingen und begann mit der Produktion von elektrischen Uhrenanlagen. Gefördert wurde Wagner durch Herzog Adolf von Nassau, der ihn 1862 und 1863 auf die Weltausstellungen reisen ließ und auch dafür sorgte, dass er den Unternehmenssitz nach Wiesbaden verlegte.
Die Werkstatt befand sich ab 1863 zunächst an der Goldgasse. 1885 zog die Fabrik in das damalige Gebäude Mühlgasse 4. Nach Wagners Rückzug aus dem Geschäft führten seine Söhne das Unternehmen fort. 1915 verlegte die Elektrotechnische Fabrik C. Theod. Wagner (CTW) ihren Sitz erneut, aus der Wiesbadener Innenstadt zog das expandierende Unternehmen auf das Grundstück Schiersteiner Straße 31–33 an den damaligen Stadtrand in ein neu errichtetes Fabrikgebäude mit Wohn- und Geschäftshaus.

## Uhrenanlagen
Uhrenanlagen bestanden aus einer Hauptuhr (Mutteruhr) und beliebig vielen Nebenuhren (Tochteruhren) ohne zeitgebendes Werk, die von der Hauptuhr elektrische Sprungimpulse in Minutenabstand erhielten und damit dieselbe Uhrzeit anzeigten. Für die Übertragung, über häufig lange Freileitungen entlang der Bahntrassen, verwendete man polwendende Gleichstromimpulse. Durch die Umkehr der Stromrichtung von Minute zu Minute war es möglich, zusätzliche falsche Impulse auszugleichen, indem die Tochteruhr den nächsten Regelimpuls überging und erst in der folgenden Minute weitersprang. Falsche Impulse konnten durch Induktion als Folge eines Blitzeinschlags in parallel laufende Leitungen entstehen. Der Polwechsel verhinderte außerdem, dass elektromagnetische Bauteile der Nebenuhren bei immer gleicher Polung mit der Zeit selbst magnetisiert und die Anzeige damit unzuverlässig wurde.

## Weitere Produkte
Außer Uhrenanlagen produzierte CTW nach einer Anzeige von 1876 oder 1877 Musikwerke, Spieldosen, Haustelegraphen, „elektrische Signal- und Schellen-Apparate nach eigener Erfindung und solidester Konstruktion für Hotels, Herrschaftshäuser und Fabriken“, Induktionsapparate, galvanische Batterien und „Sicherheits-Apparate gegen Diebe“.

## Patente
Zusammen mit dem Kasseler Uhrmacher Heinrich Grau erfand Wagner das System Grau-Wagner, das eine der Grundlagen der Großuhrenproduktion des bis 1977 bestehenden Unternehmens war. Es verbesserte die Betriebssicherheit von Uhrenanlagen durch eine sogenannte Fangvorrichtung, die die Drehrichtung der Schrittschaltwerke bei Nebenuhren sicher stellte und das Überspringen einer Minute durch eine zweite blockierte (Patente von 1880 und 1881 an Heinrich Grau).
1879 bekam Wagner das Patent für einen Elektrischen Apparat zur Erzeugung langsamer Schläge an elektrischen Glocken, wodurch der Betrieb automatisch schlagender Kirchturmuhren ermöglicht wurde.

## Verbreitung der Uhren
Das letzte Viertel des 19. Jahrhunderts war die Blütezeit des Unternehmens, das zeitweise weltweit Kunden belieferte. Ab 1880 waren die Grau-Wagner-Werke Hauptlieferant für Uhrenanlagen verschiedener Staats- und Privatbahnen im Deutschen Reich. So besaß z. B. der Frankfurter Hauptbahnhof eine Wagner-Anlage mit etwa 50 Nebenuhren. Mit dem Aufkommen der Quarzuhren in den 1960er Jahren geriet das Unternehmen in Schwierigkeiten und produzierte am Schluss nur noch für Abnehmer wie Siemens und Standard Elektrik Lorenz, ehe es Konkurs anmelden musste.

Vorläufer eines Logos: früher verwendete Prägemake
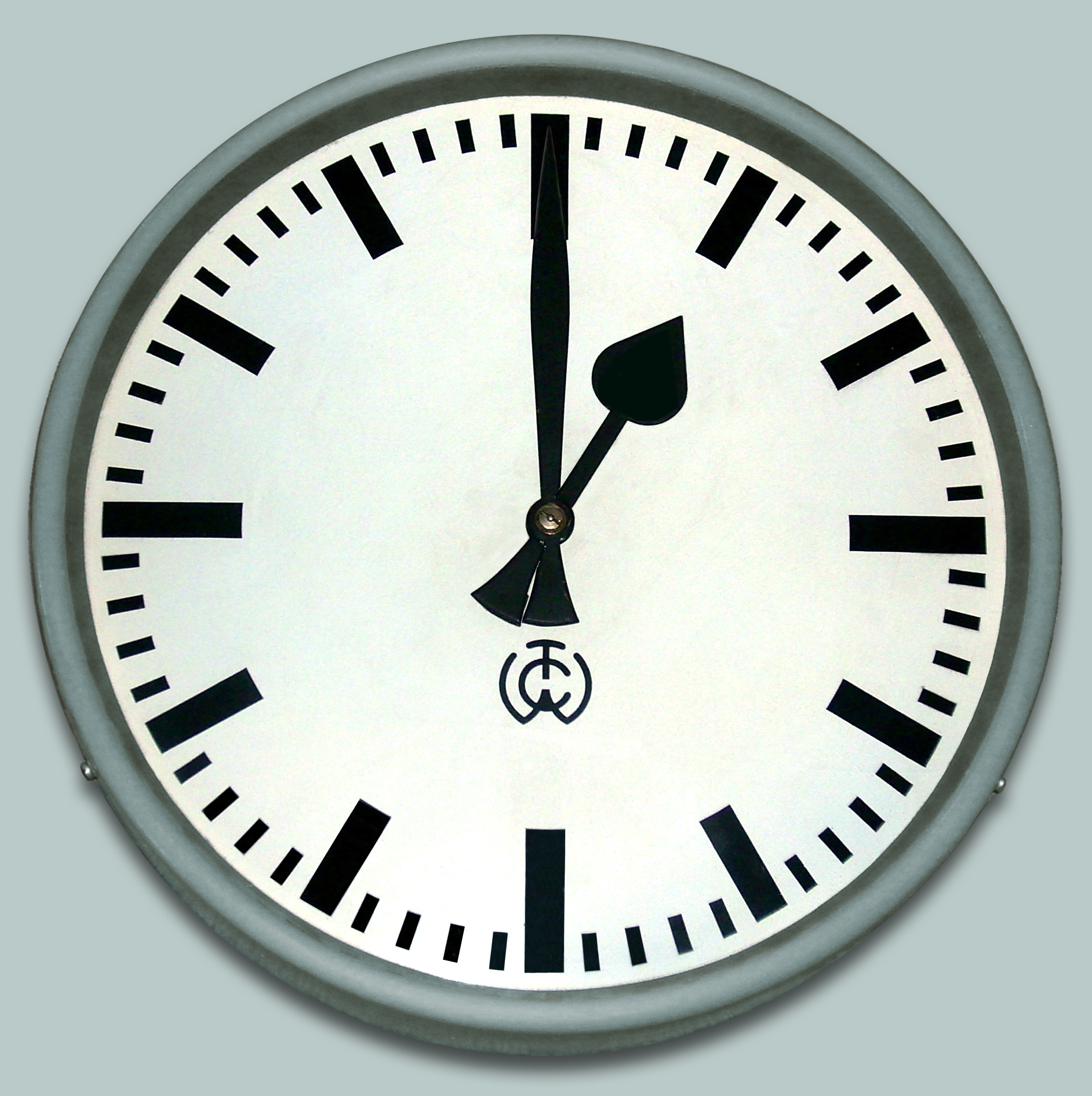
CTW-Nebenuhr mit Zifferblatt mit „DIN-Balken“ und „Herzzeiger“
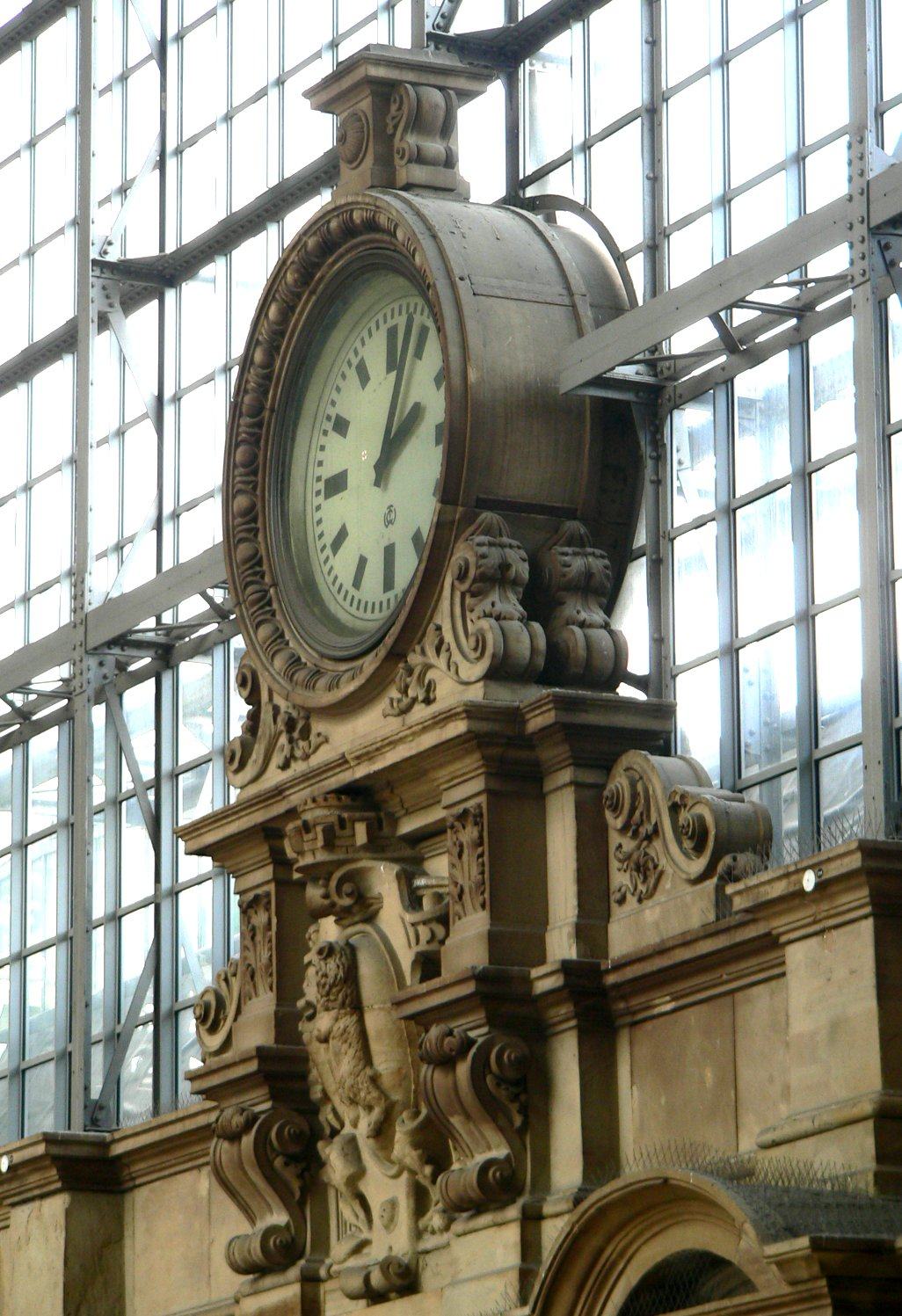
Uhr im Frankfurter Hauptbahnhof
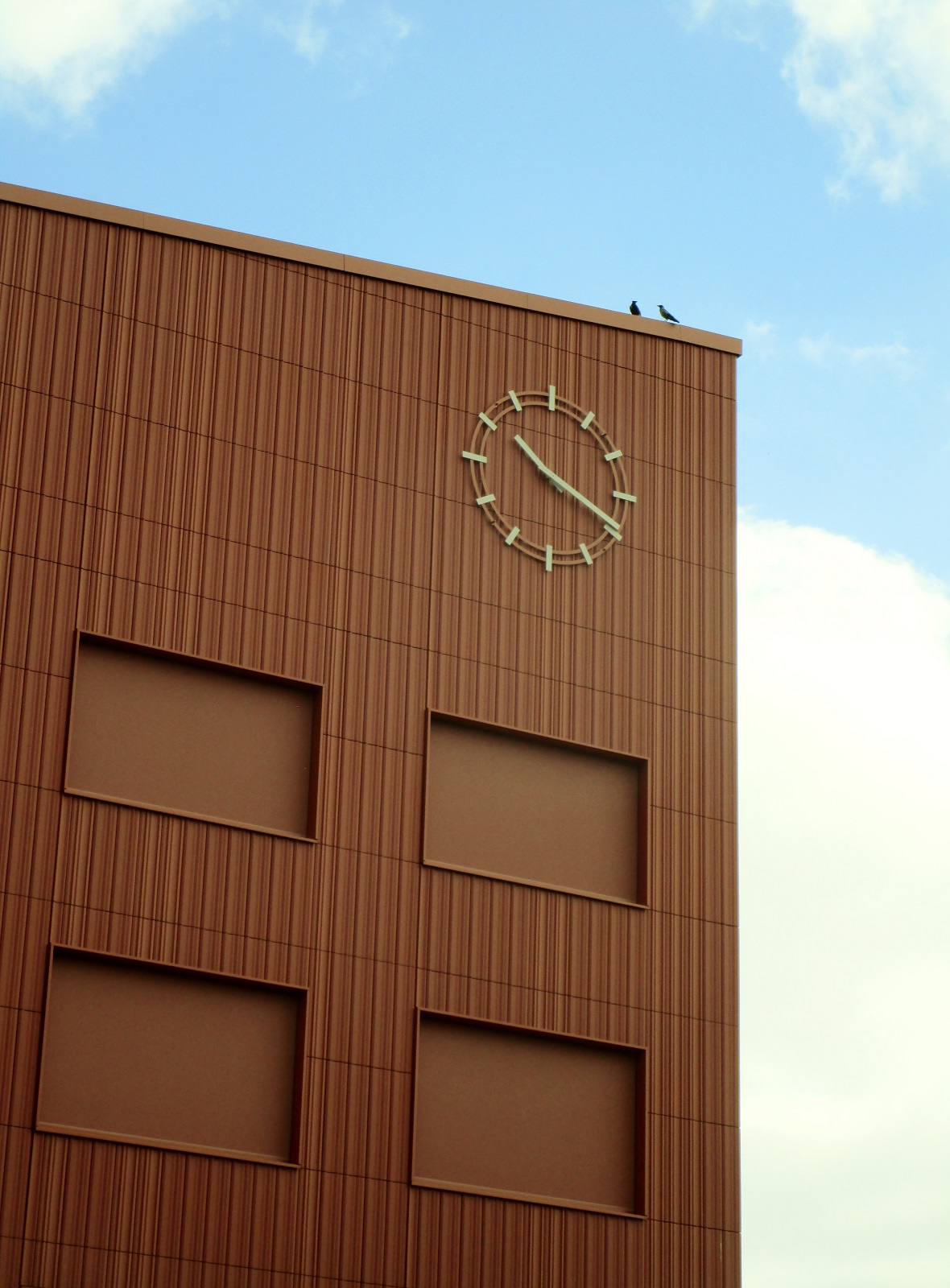
Typische Schuluhr